# Queerty
Queerty è una rivista on-line che copre lo stile di vita e la cultura gay, fondata nel 2005 da David Hauslaib. A giugno 2015, il sito aveva più di cinque milioni di visitatori unici mensili.

## Storia
Queerty è stata fondata da David Hauslaib nel 2005 con Bradford Shellhammer in qualità di editore fondatore. Il sito ha chiuso brevemente le attività nel 2011 prima di essere venduto a Q.Digital, Inc., che dal 2011 lo possiede e lo gestisce.
Newsweek ha definito Queerty "un sito leader per i problemi gay" nel 2010.
Il sito assegna i Queerty Awards o "Queerties",  in cui i loro lettori votano per il "meglio dei media e della cultura LGBTQ" ogni marzo.